# Nimbacinus richi
Nimbacinus richi — вид вимерлих сумчастих ссавців родини Тилацинових (Thylacinidae), що жив у пізньому міоцені. 
Вид названо «richi» на честь Томаса Річа за його численні важливі внески в палеонтологію хребетних Австралії. Том познайомив нас з місцевою фауною Баллок Крік Північної території в 1984 році. Викопні рештки знайдені в Баллок Крік, Північна територія. Голотип: права нижньощелепна кістка з P1-М4; ікло, різці відсутні. Паратип - фрагмент правої нижньощелепної кістки з P1-2 і M1. Визначена Стівеном Ро вага цієї тварини — 4918 гр (похибка 13%). Nimbacinus richi відрізняється від Nimbacinus dicksoni на основі деяких другорядних деталей зубної морфології і його статус як окремого виду в наш час[коли?] обговорюється.